# Duncan Grant

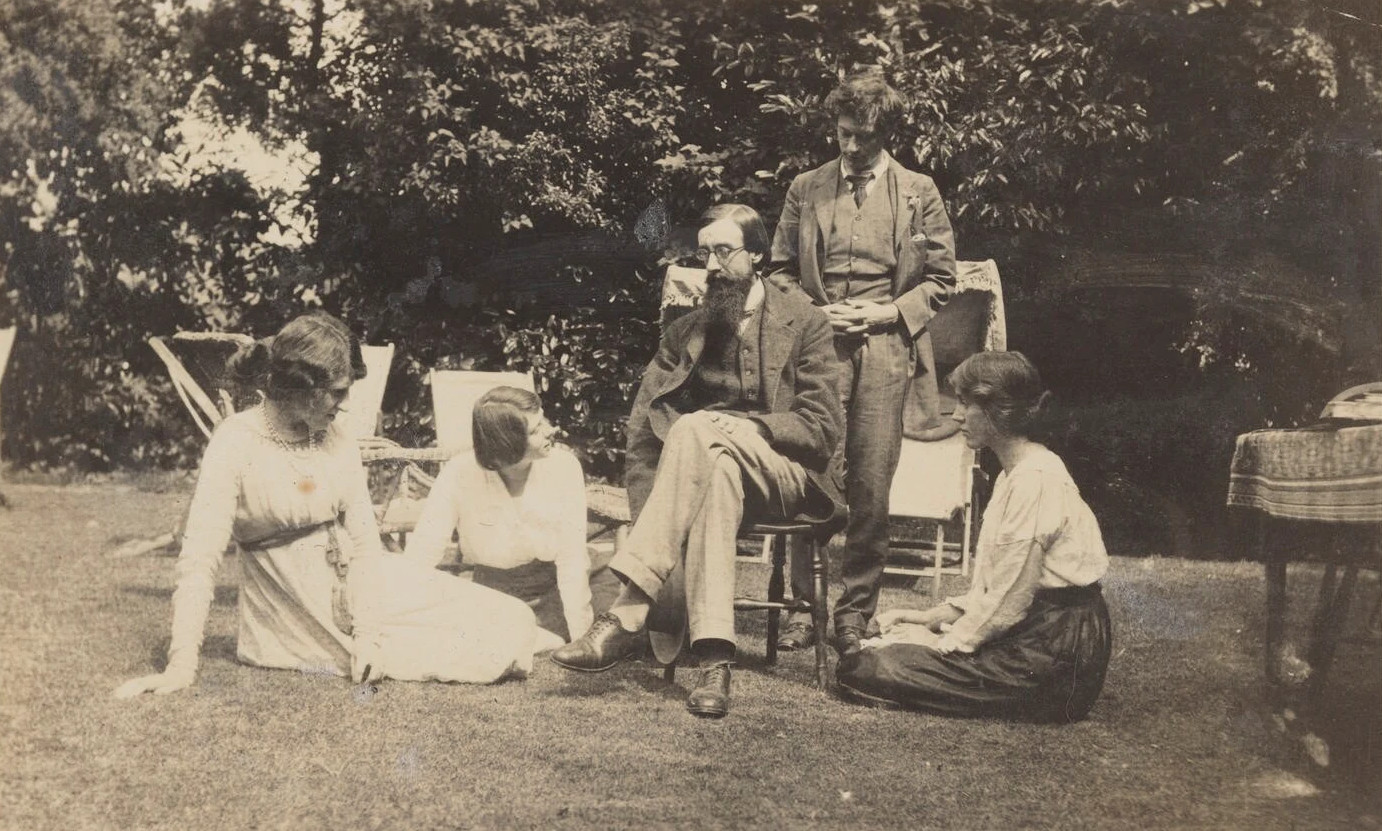
D'esquerra a dreta: Ottoline Morrell, Maria Nys, Lytton Strachey, Duncan Grant i Vanessa Bell

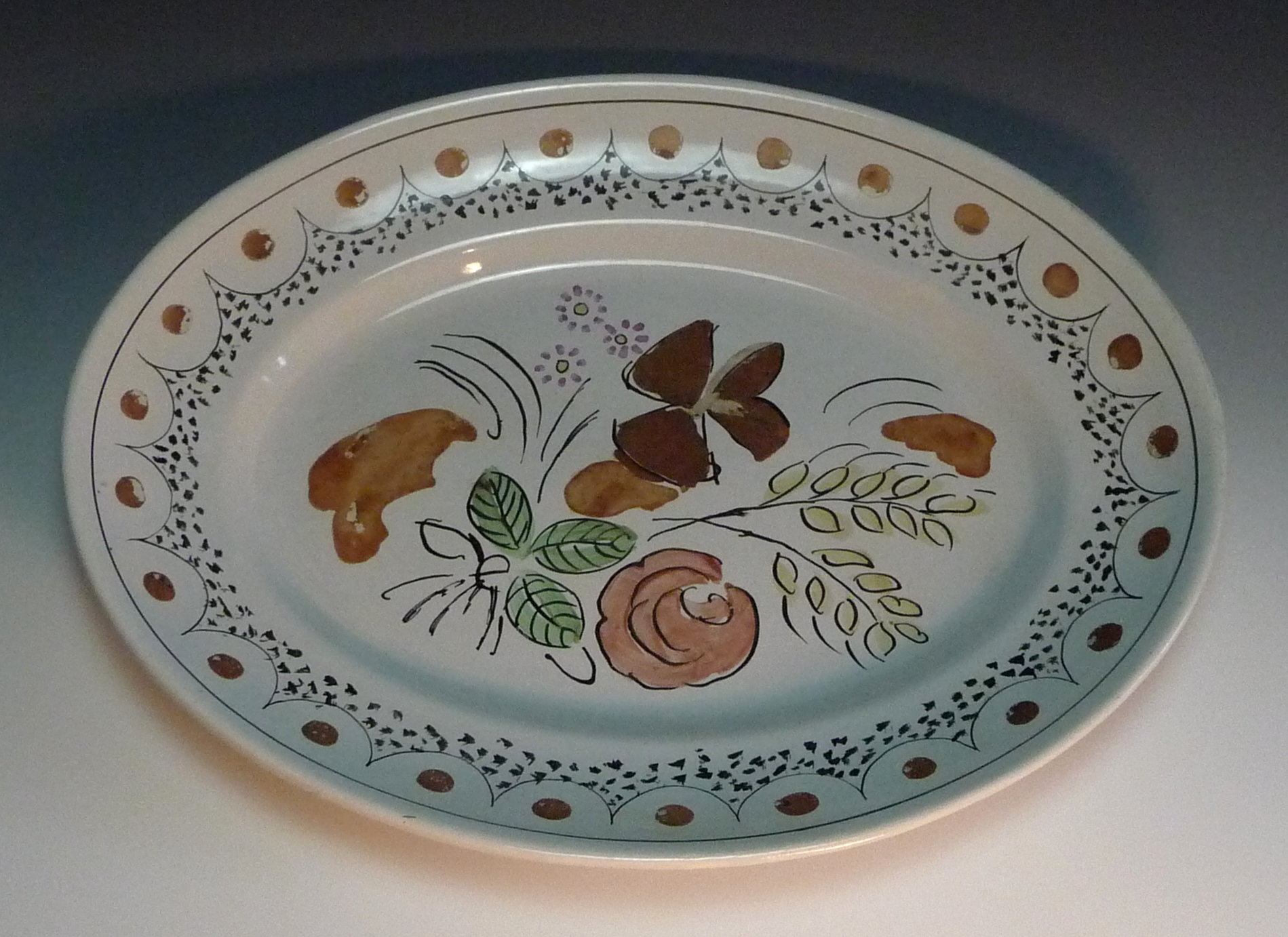
Plat dissenyat per Duncan Grant

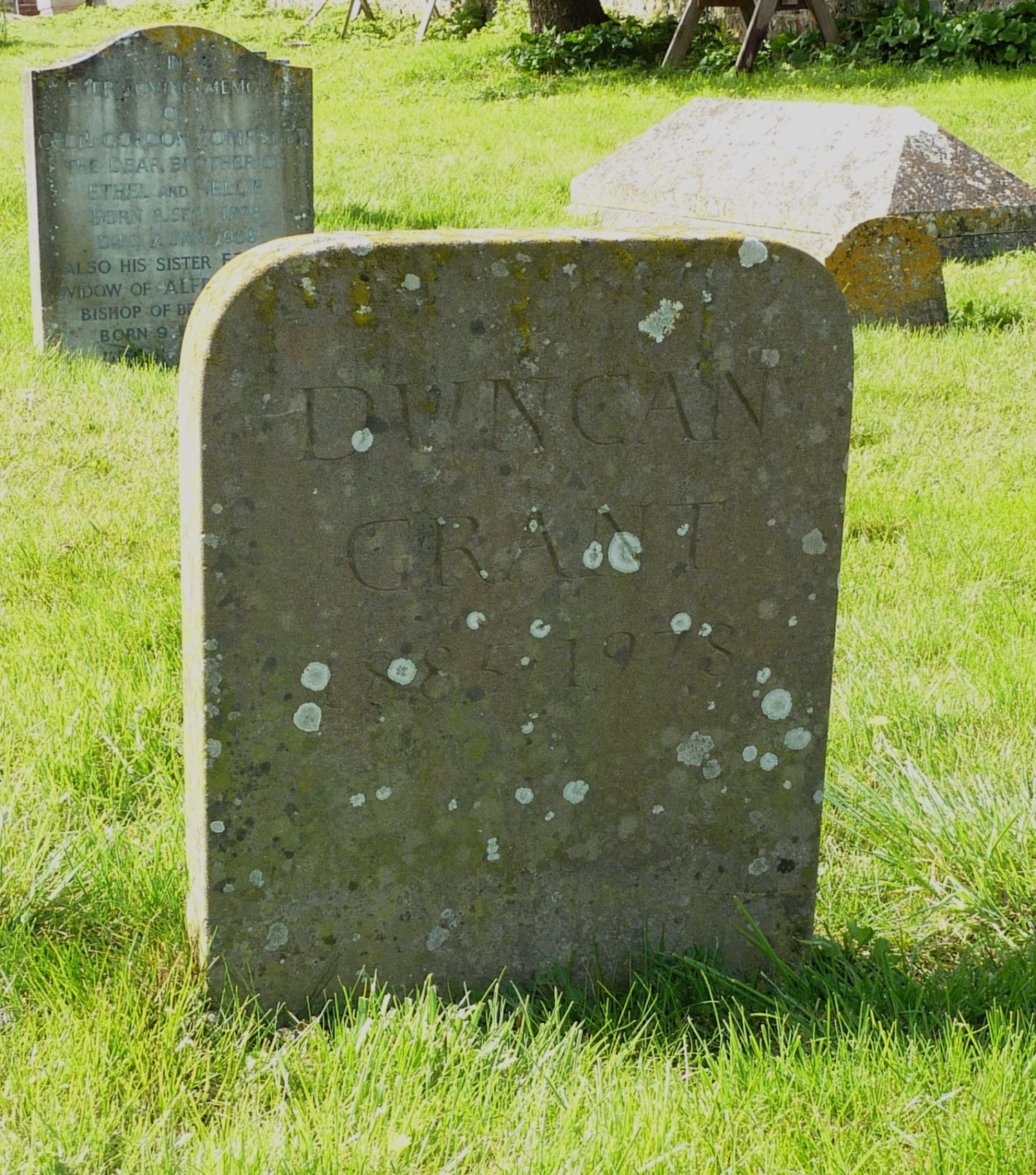
Tomba de Duncan Grant a St. Peter's Church (Firle, East Sussex)

Duncan Grant o Duncan James Corrowr Grant (Rothiemurchus, 1885 - Aldermaston, 1978) fou un pintor, decorador i dissenyador britànic. Fill d'un militar, va passar els primers anys de la seva vida a l'Índia i a Myanmar. Amb nou anys es va traslladar a Anglaterra per viure amb el seu oncle, Sir Richard Strachey. Ja durant els seus estudis a l'Escola de St. Paul, Londres, es va distingir pel seu talent artístic, cosa que li va permetre rebre classes particulars de dibuix. Posteriorment, entre el 1902 i el 1904, es va formar a l'Escola d'Art de Westminster.

## Obres destacades
- The Kitchen (1902)
- Lytton Strachey. Verso: Crime and Punishment (c. 1909)
- Dancers (c. 1910-1911)
- James Strachey (1910)
- Lemon Gatherers (1910)
- Bathing (1911)
- Football (1911)
- The Queen of Sheba (1912)
- Head of Eve (1913)
- The Ass (c. 1913)
- The Tub (c. 1913)
- Abstract Kinetic Collage Painting with Sound (1914)
- The Mantelpiece (1914)
- Interior at Gordon Square (c. 1915)
- Venus and Adonis (c. 1919)
- Landscape, Sussex (1920)
- Still Life with Carrots (c. 1921)
- South of France (1922)
- Portrait of a Woman (1927)
- Girl at the Piano (1940)
- The Hayrick (1940)
- Vanessa Bell (1942)
- Garden Path in Spring (1944)
- Interior (1973)
- Standing Woman (1973-1974)
- Washerwoman (1973-1974)
- Kinetic Realisation of T01744 made for Tate Gallery (1974)[4]